# 1925 en France
Chronologie de la France
- 1921
- 1922
- 1923
- 1924
- 1925
- 1926
- 1927
- 1928
- 1929

Cette page concerne l'année 1925 du calendrier grégorien.

## Événements

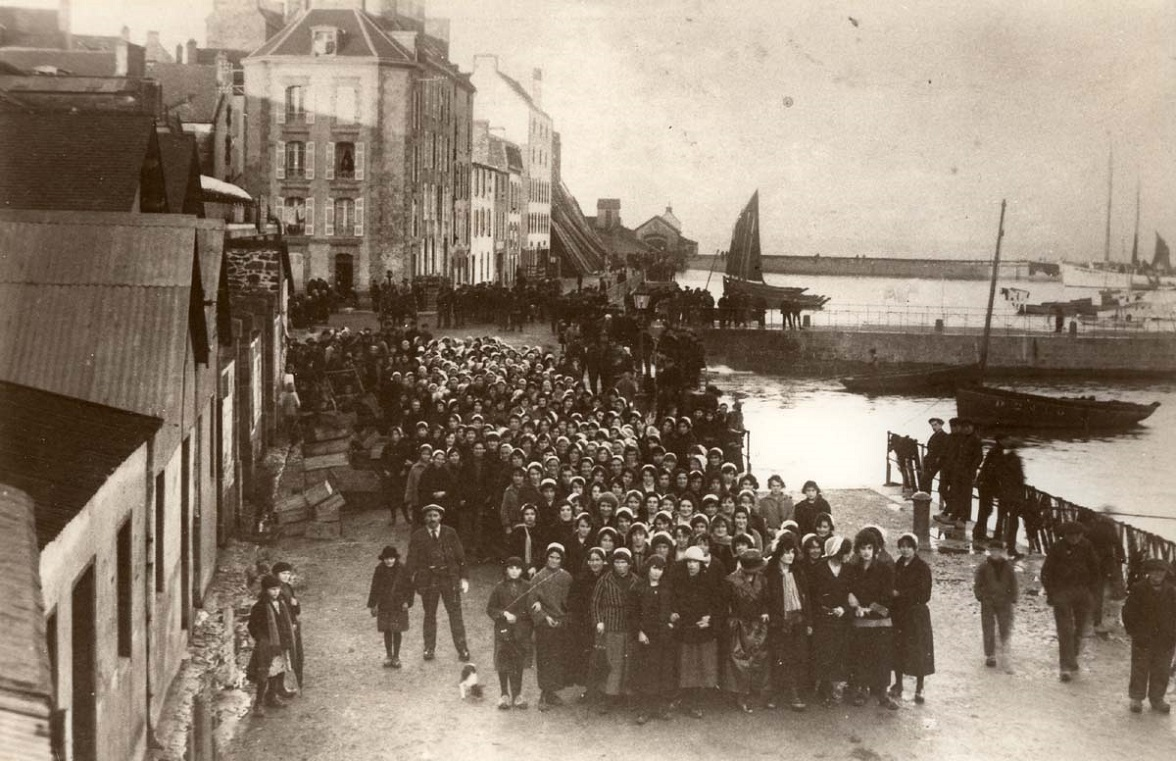
La grève des sardinières de Douarnenez en 1924-1925 : la manifestation dite triomphale début janvier 1925 devant l'usine rouge.

- 6 janvier : les sardinières de Douarnenez obtiennent satisfaction sur leurs revendications salariales[1].

- 16 janvier : décret sur la création du Conseil économique et social[2]. Le gouvernement Herriot fait adopter une série de mesures sociales. Les Postes qui sont désormais dotées d'un budget annexe et d'un programme de grands travaux. La chambre vote l'extension de la loi des huit heures, et étend l'admission gratuite des élèves dans les lycées et collèges comportant des places vacantes. Une loi fiscale établissant la taxe d'apprentissage est également adoptée[3].

- 17-21 janvier : IVe congrès du Parti communiste français à Clichy[4].
- 24 - 27 janvier : grève des cheminots du Sénégal[5].

- 2 février : suppression du budget de l'ambassade de France au Vatican[6].
- 4 février : discours de Jacques Doriot à la tribune de l'Assemblée nationale ; il dénonce la mainmise économique des grandes banques sur le Maroc, notamment de la Banque de Paris et des Pays-Bas et appelle à la fraternisation entre troupes françaises et rifaines[7].
- 26 février : parution du premier numéro de l'hebdomadaire le Nouveau Siècle fondé par Georges Valois qui se propose d'adapter les principes du fascisme italien à l'esprit des anciens combattants regroupés en légions[8]. Quotidien en novembre 1926, il cesse de paraître en 1928.

- 3 mars : Herriot autorise les conseils municipaux de Strasbourg et de Colmar de rendre leurs écoles confessionnelles interconfessionnelles. Les municipalités de Schiltigheim, Graffenstaden, Guebwiller et Huningue font de même[9]. Cette décision crée un important malaise au sein du parlement et dans le pays en général.
- 11 mars : décret créant les chèques-contribution pour augmenter les recettes fiscales[10].
- 12 mars : rejet du protocole pour le règlement pacifique des différends internationaux de la SDN par le gouvernement britannique après son adoption par la France[11]. Le ministre des affaires étrangères Édouard Herriot déclare (au sujet des Anglais)  « L'Allemagne vous fera la guerre dans dix ans »[3].
- 14 mars : appel à la grève scolaire pour le 16 mars par Mgr Ruch évêque de Strasbourg et Michel Walter, président du Comité d'action pour la défense des libertés et traditions religieuses en Alsace[12].

- 3 avril : à la suite d'un désaccord sur une possible augmentation des impôts, le  ministre des Finances, Étienne Clémentel, démissionne[3].
- 9 avril : les troupes d’Abd el-Krim pénètrent au Maroc français. Début de la bataille de l’Ouergha[13].
- 10 avril : chute du gouvernement du président du Conseil Édouard Herriot à la suite de la crise monétaire. Le plafond des avances de la Banque de France à l’État est crevé. Édouard Herriot envisage un impôt sur le capital, mais se heurte aux Banques, et en avril, le bilan de la Banque de France qui camouflait jusqu’alors la situation fait apparaître le dépassement de la limite légale des avances au Trésor. Mis en minorité au Sénat Herriot démissionne[3].
- 17 avril-27 octobre : Paul Painlevé président du Conseil[14].
- 22 avril : Herriot est élu président de la Chambre. Il remplace Painlevé devenu président du conseil[15].

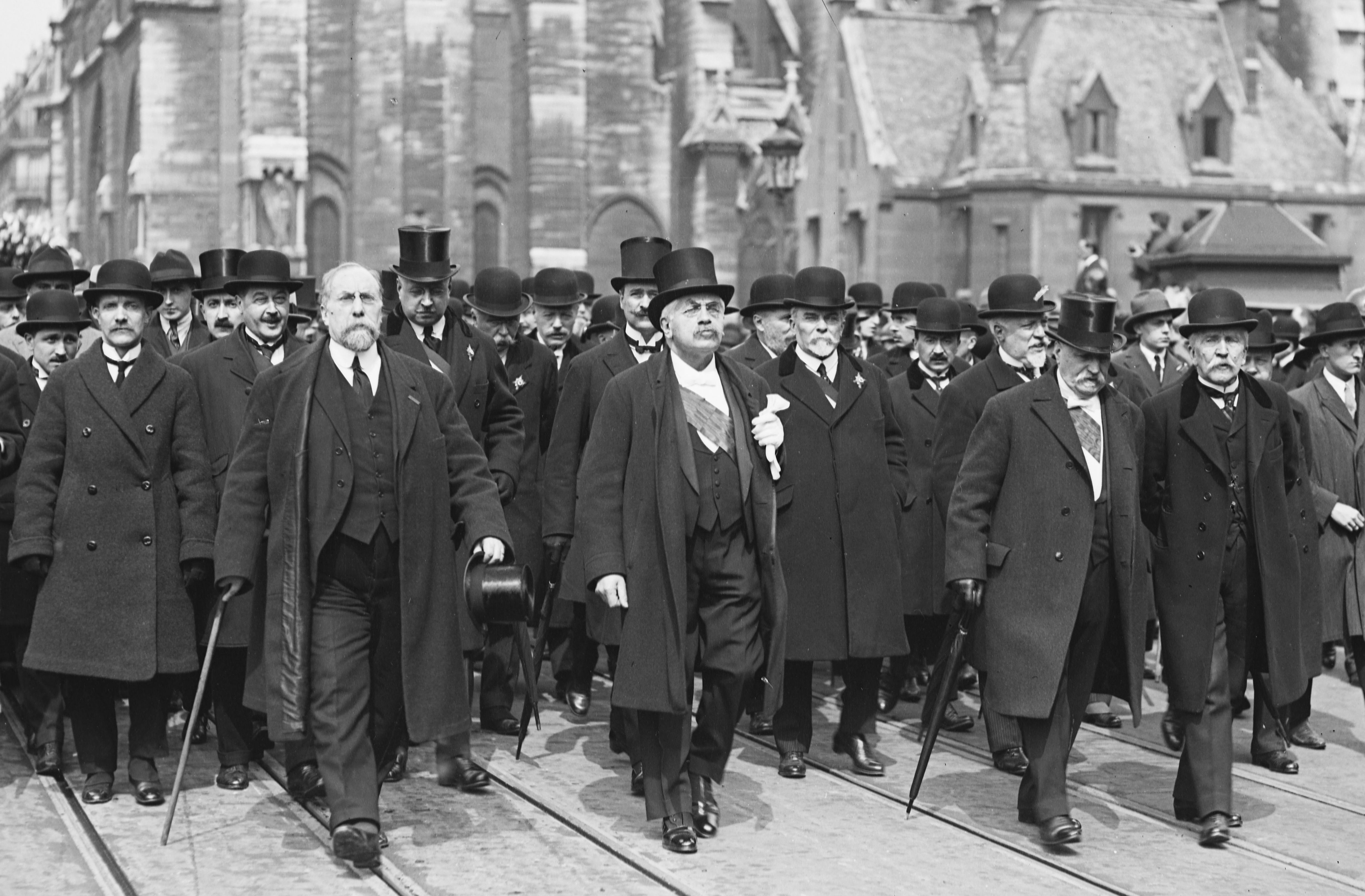
Obsèques des victimes de la rue Damrémont.

- 23 avril : fusillade de la rue Damrémont, affrontement sanglant rue Damrémont à Paris. Quatre membres ou sympathisants des Jeunesses patriotes sont tués par balle par des militants communistes[16].
- 28 avril-25 octobre : exposition internationale des Arts décoratifs et industriels modernes à Paris[17].

- 3 et 10 mai : élections municipales[18] ; Georges Marrane est élu maire communiste d'Ivry-sur-Seine[19].
- 14 mai : le Parti communiste français (Jacques Doriot) apporte son soutien à Abd el-Krim et réclame l’évacuation du Maroc et la reconnaissance de la république du Rif proclamée en juillet 1923[20].
- 17 mai : canonisation de Thérèse de Lisieux[21].
- 21 mai-12 octobre : exposition internationale de la houille blanche et du tourisme à Grenoble[22].

- 17 juin-25 juillet : conférence de Madrid entre la France et l’Espagne sur la question du Maroc[23] ; les négociations débouchent le 11 juillet sur des propositions de paix avec les Rifains ; les deux pays s’engagent à intervenir conjointement pour étouffer la rébellion et à ne pas signer d’accord séparé[24].
- 21 juin - 19 juillet : tour de France. L’Italien Ottavio Bottecchia s’impose devant le Belge Lucien Buysse et l’Italien Bartolomeo Aimo[25].

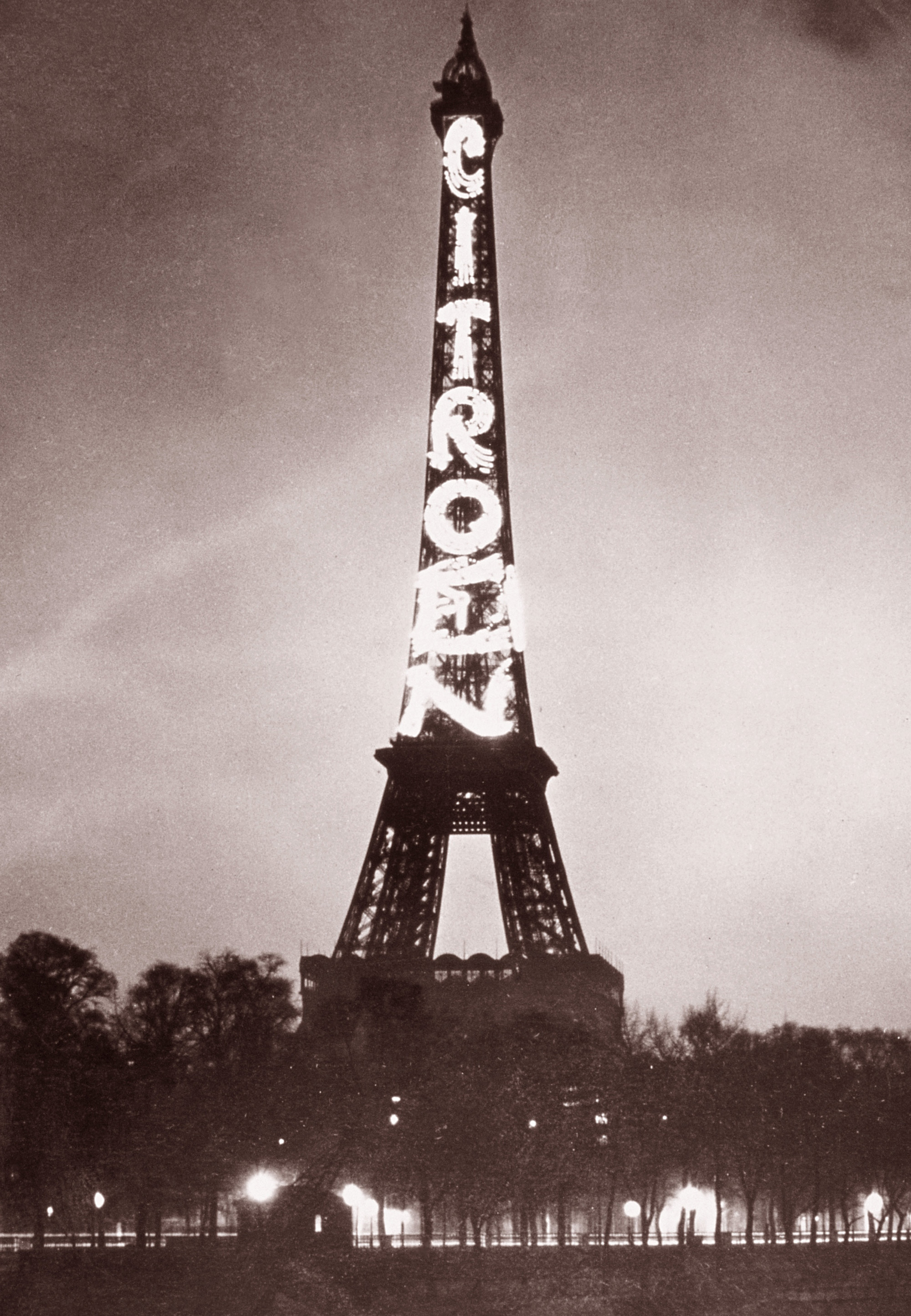
La Tour Eiffel illuminée à l'occasion de l'Exposition internationale des Arts décoratifs.

- 4 juillet : la tour Eiffel affiche une publicité lumineuse pour Citroën à l'occasion de l'Exposition internationale des Arts Décoratifs[26].
- 4-5 juillet : « congrès des ouvriers » ; un Comité central d'action contre la guerre du Rif est constitué[4].

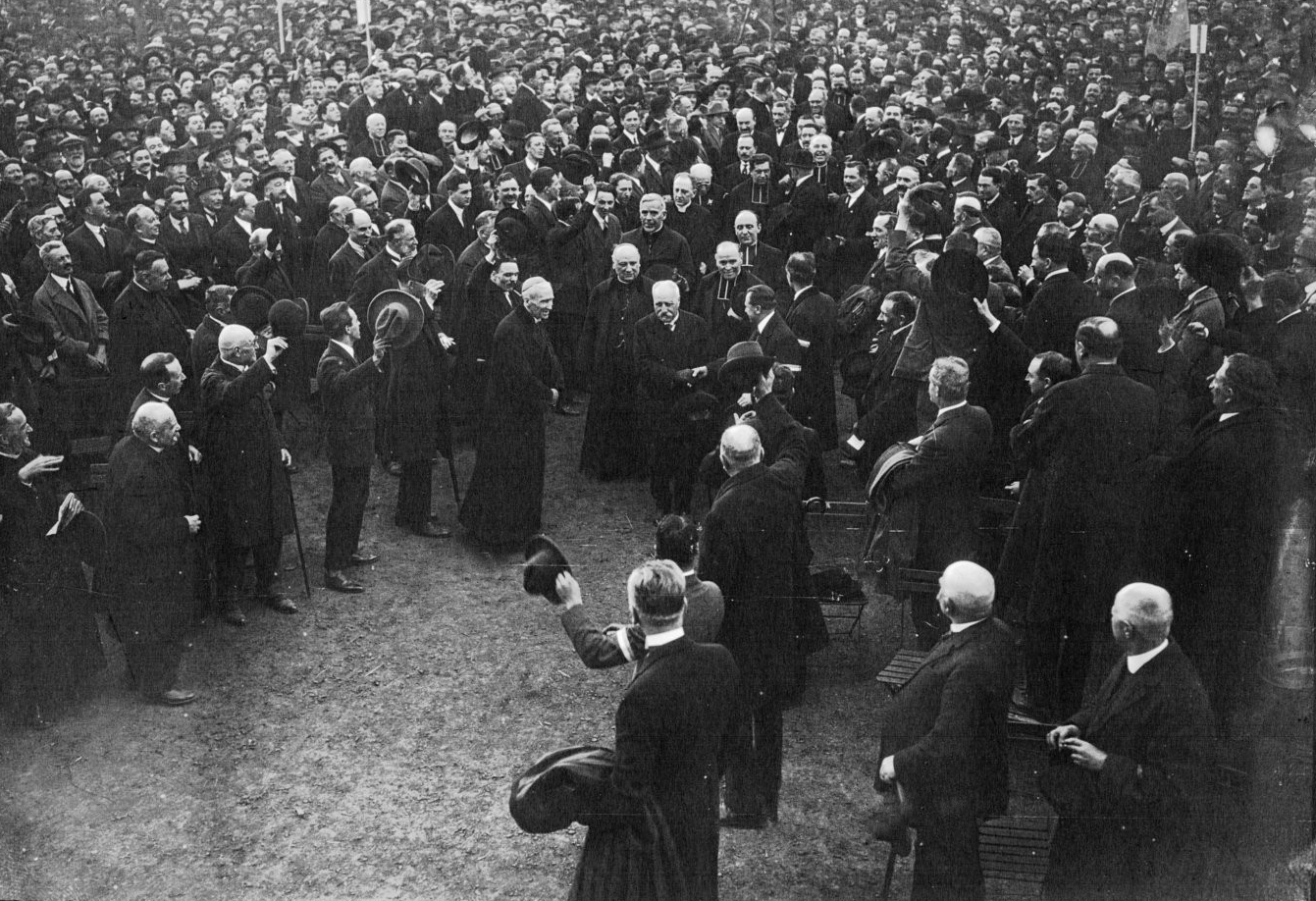
Le général de Castelnau arrivant à la manifestation de Nancy.

- 12 juillet : une grande manifestation rassemble 6 000 à 10 000 catholiques à Nancy contre l'application des lois laïques à l’Alsace-Lorraine ; discours du général de Castelnau et du député Robert Schuman[27].
- 13 juillet : loi de finances instaurant la taxe d'apprentissage[28].
- 15-31 juillet : en application du plan Dawes, les troupes françaises achèvent d’évacuer la Ruhr[29].
- 17 juillet : le maréchal Pétain arrive à Rabat en mission spéciale auprès du maréchal Lyautey[30].
- 26 juillet : loi Courtier qui institue les Chambres de métiers[28].
- 28 juillet : nomination d’Alexandre Varenne au poste de gouverneur général de l’Indochine française[31].

- 1er août : fondation de l’Institut d’ethnologie de l’université de Paris[32].
- 18 août : nouveau voyage de Pétain au Maroc. Il prend en main les opérations militaires au détriment de Lyautey et réorganise les forces françaises (150 000 hommes le 14 septembre) pour mener la contre-offensive dans la guerre du Rif, aux côtés des Espagnols, contre les troupes de Abd el-Krim[33]. Le capitaine Charles de Gaulle fait partie de son état-major.

- 24 septembre : démission de Lyautey, résident général au Maroc, opposé à la coopération militaire franco-espagnole. Il quitte le Maroc pour la France le 10 octobre[34].

- 12 octobre : grève générale contre la guerre du Maroc organisée par le parti communiste[35].

- 16 octobre : 

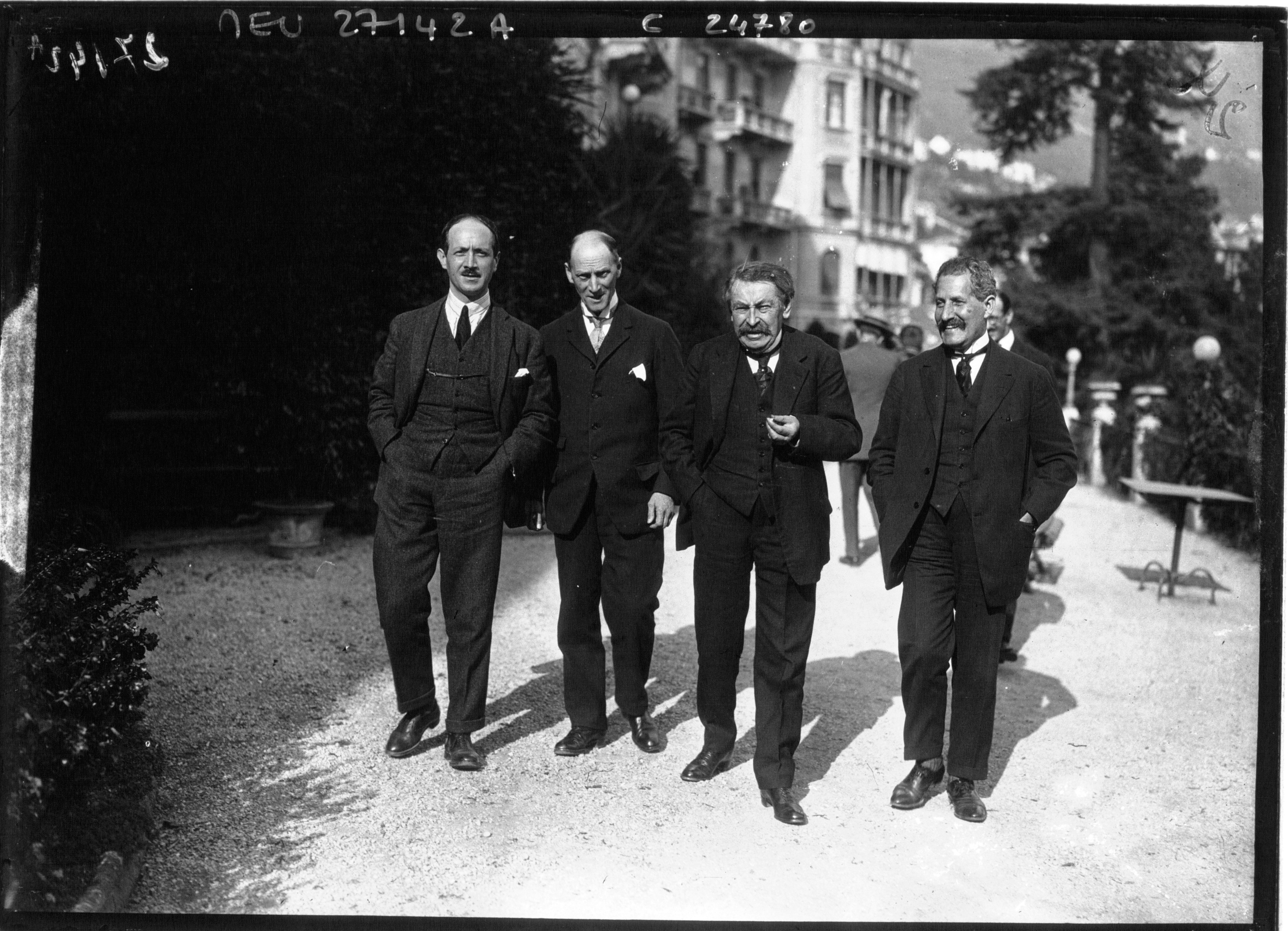
Accords de Locarno. De gauche à droite : Alexis Leger (Saint-John Perse), Henri Fromageot, Aristide Briand, Philippe Berthelot.

  - accords de Locarno ou pacte rhénan : l’Allemagne, la France, la Belgique, la Grande-Bretagne et l’Italie garantissent les frontières occidentales de l’Allemagne, de la Belgique et de la France[36]. Ils visent à assurer la sécurité collective en Europe ; amorce d’une période de détente.
  - la Tchécoslovaquie signe un traité d’assistance militaire avec la France[37].
- 27 octobre : démission du président du Conseil Painlevé[14].
- 29 octobre-22 novembre : Painlevé président du Conseil[14].

- 11 novembre : Georges Valois fonde le Faisceau, parti fasciste français, à l'issue d'une réunion de dissidents de l'Action française, salle Wagram à Paris[38].
- 22 novembre : chute du gouvernement du président du Conseil Painlevé[14].
- 28 novembre : Aristide Briand président du Conseil[14].

- 4 décembre : « loi Loucheur »[39]. La chambre vote le plan d'austérité budgétaire du gouvernement : création d'une caisse d'amortissement de la dette publique ; mesures répressives contre la fraude fiscale ; alourdissement de la pression fiscale (majoration de 2 % pour l'impôt sur le revenu, 50% pour la contribution foncière et l'impôt sur les bénéfices industriels et commerciaux, et 100% pour la redevance des mines) ; négociation d’avance de 6 milliards de francs de la Banque de France[40].
- 21-22 décembre : tempête sur la côte bretonne et les côtes de la Manche, puis sur la moitié nord du pays[41].

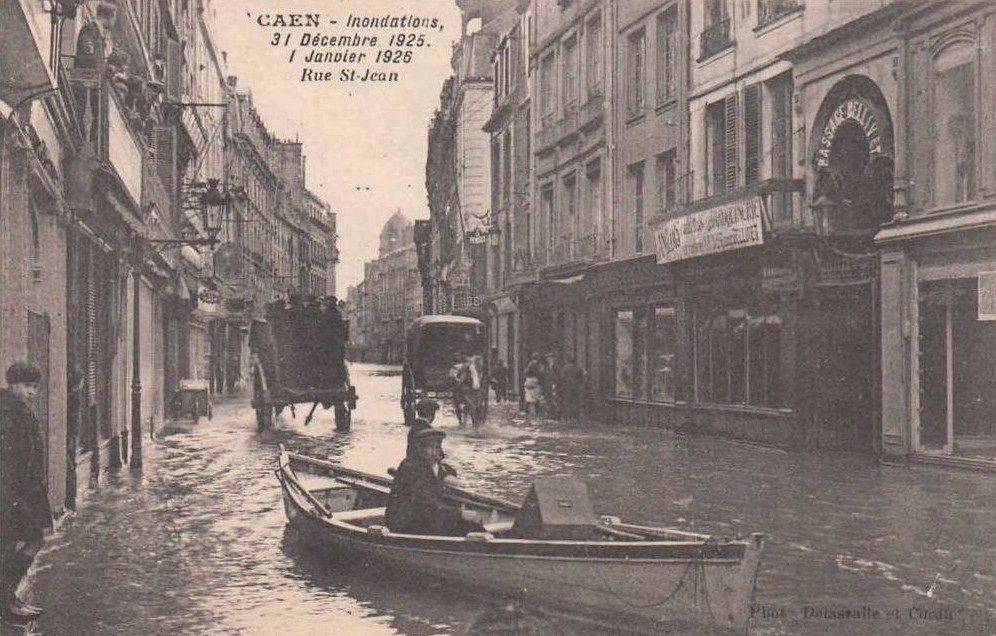
La rue Saint-Jean inondée à Caen le 1 1 1926.

- 29-31 décembre : crue de l'Orne et inondations à Caen[42].

## Naissances en 1925
- 5 janvier : Jean-Claude Michel, acteur français spécialisé dans le doublage. Il a doublé notamment Clint Eastwood et Sean Connery († 10 décembre 1999).
- 30 janvier : Léon Hégelé, évêque catholique français, évêque auxiliaire émérite de Strasbourg.
- 13 février : Louis (Louison) Bobet, coureur cycliste, vainqueur du Tour de France en 1953, 1954 et 1955, champion du monde sur route en 1954.
- 26 avril : Alice Saunier-Seité, femme politique française, ancien Ministre, Membre de l'Académie des sciences morales et politiques († 8 août 2003).
- 12 juin : Raphaël Geminiani, coureur cycliste, 2e du Tour de France 1952, 3e du Tour de France 1958
- 30 juillet : Jean Zévaco, évêque catholique français, évêque émérite de Tôlagnaro (Madagascar).
- 21 août : Maurice Pialat, réalisateur. († 11 janvier 2003).
- 27 août : Darry Cowl (André Darricau), comédien français († 14 février 2006).
- 1er septembre : Christiane Scrivener, femme politique, ancien ministre française.
- 11 septembre : Marie-Madeleine Pinart, née Staehle. Femme du Général Jehan Pinart.
- 20 octobre : Roger Hanin, acteur français († 11 février 2015).
- 21 novembre : Jacques de Saint-Blanquat, évêque catholique français, évêque émérite de Montauban.
- 22 décembre, Joseph Ravaisou, peintre français (° 11 novembre 1865).
- 27 décembre : Michel Piccoli, acteur français († 12 mai 2020).

## Décès en 1925
- 21 janvier : Maurice Loutreuil, peintre français (° 16 mars 1885).
- 18 août : Gaston Cyprès, footballeur Français.
- 31 octobre : Max Linder, acteur et réalisateur français.
- 9 novembre : Joseph Claussat, homme politique français, député de la Troisième République (° 12 octobre 1874).